# Masonería mixta en Chile
La masonería mixta en Chile se refiere al movimiento y las organizaciones masónicas que admiten a hombres y mujeres en igualdad de condiciones. Su historia se inicia oficialmente en 1929 con la fundación de la primera logia mixta en el país bajo los auspicios de la Orden Masónica Mixta Internacional "Le Droit Humain", sentando las bases para el desarrollo de diversas obediencias masónicas de carácter mixto en el territorio nacional.

## Orígenes e Influencia Internacional
La masonería mixta surge en Francia a fines del siglo XIX, impulsada por el deseo de integrar a la mujer en la práctica masónica. Este proceso culmina en 1893 con la fundación de la Orden Masónica Mixta Internacional Le Droit Humain, la primera obediencia que admitió formalmente a hombres y mujeres por igual. Este movimiento liberal y adogmático se expandió globalmente, y sus ideales llegaron a Chile en un período de creciente activismo por los derechos de la mujer.

## Antecedentes en Chile: La Logia "Hiram N.º 65"
Los comienzos de la masonería mixta en Chile tienen su origen en la aspiración de la participación plena de la mujer en francmasonería por parte de un grupo de miembros de la Respetable Logia "Hiram Nº 65" de la Gran Logia de Chile en el Valle de Santiago.
Esta logia obtiene su Carta Constitutiva definitiva, de la Gran Logia de Chile, mediante el Decreto N.º 97 del 16/06/1928, siendo instalada el 30 de junio de ese mismo año en solemne ceremonia dirigida por el Serenísimo Gran Maestro Héctor Boccardo Benvenuto.
Los principios inspiradores de Hiram N.º 65 quedaron plasmados en el Decreto N.º 91 del 10/05/1928 el cual autoriza el Reglamento particular del nuevo taller, resaltando: la observación estricta del ritual, la importancia esencial del simbolismo, la dignificación del templo y un examen de conocimientos para subir de grado, centrados en estudio exhaustivo de la filosofía y el esoterismo. En suma, “profundizar y difundir los principios de la Orden en todas las áreas del quehacer humano y perseverar en el estudio gradual y profundo de la sabiduría masónica”
Entre sus múltiples actividades, estudios y trabajos, los integrantes de la Respetable Logia "Hiram Nº 65" se propusieron ofrecer a la mujer un espacio fraterno, que condujera a incorporarla a las prácticas y doctrinas del quehacer masónico, de manera tal que a la Orden llegase la cálida atmósfera maternal y femenina. Los hermanos de Hiram N.º 65 presentaron esta “iniciativa las autoridades de la Orden con el argumento de que todas las instituciones iniciáticas de la antigüedad habían comprendido la importancia vital del género femenino en el desarrollo de la vida de los seres humanos en su condición de madre, cónyuge, hermana e hija”
De este modo el Venerable Maestro al año 1930, Adolfo Adriazola Quezada en la lectura de su Memoria señalaba que:
"Una aspiración hondamente sentida, es la incorporación a la conciencia femenina de los grandes principios redentores que sustenta, nuestra Augusta orden. En la hora presente, de evolución acelerada del mundo, no solo resulta una soberana injusticia, sino una peligrosísima omisión desentendernos, y no encarar de frente el problema de la mujer, de los seres que embellecen la vida y que forman la conciencia de la niñez y que constituyen la otra mitad del género humano, cuando su sensibilidad es de una riqueza infinita y cuando su intuición es tan certera para penetrar en el significado de nuestra ciencia espiritual”
Esta declaración constituye un punto de inflexión en la Historia de la Masonería chilena por cuanto un año antes, “Hiram 65 había establecido por ese entonces contacto con la Orden Masónica Mixta Internacional "Le Droit Humain", Obediencia Masónica francesa que tiene su Oriente en París y en la cual trabajan por igual hombres y mujeres”

### Le Droit Humain en Chile
El contexto estuvo dado por el hecho de que en el año 1929, invitado para desarrollar una serie de conferencias sobre esoterismo, viajó a Chile el destacado filósofo hindú Curuppumullaje Jinarajadasa, miembro del Supremo Consejo, del Grado 33, de la Orden Masónica Mixta Internacional "Le Droit Humain" (El Derecho Humano) con sede en París. 
Durante su estadía tomó conocimiento del interés de algunos de los miembros de la Respetable Logia "Hiram N.º 65" de la Gran Logia de Chile por fundar una Logia Mixta en el país. Con esta finalidad Jinarajadasa se reúne -entre otros- con los HH:. Alberto Morales Munizaga, Emilio Hochkoppler Eul, Ernesto Carreño Huerta, Pablo César Vergara Cortés (Maestros), Ismael Valdés Alfonso (Compañero) y Aníbal Tapia Peña (Aprendiz).
De esta manera, los grados superiores, exaltaciones y aumentos de salario fueron dados a miembros de la Gran Logia de Chile quienes formaron, en este acto, la primera Logia Masónica Mixta en el país.
El acta fundacional fue remitida inmediatamente a la Gran Secretaría del Supremo Consejo en Francia. A continuación Jinarajadasa estudió los antecedentes de los miembros fundadores y dio lectura a 13 solicitudes de ingreso que estaban apoyadas por los hermanos asistentes.
El 25 de febrero de 1929, presidido por Curuppumullage Jinarajadasa se procede a la Consagración de la nueva Logia y el mismo día, a las 21.30 horas, a la Ceremonia de Iniciación de los primeros postulantes entre los que estuvieron Angélica Armengolli Castro, la cual fue iniciada esa noche junto a su padre, Juan Armengolli Revello, su madre, Elcira Castro, y su esposo, Jorge López.
Nace así la primera Logia Mixta pionera en Chile con Carta Patente de la Orden Masónica Mixta Internacional "Le Droit Humain" la cual recibe el nombre de "Igualdad N.º 632" concretándose a partir de ese día la sentida aspiración de los hermanos de la Gran Logia de Chile de incorporar a la mujer en los misterios de la Francmasonería. 
Estos francmasones llevaron a la nueva logia mixta su experiencia, su apoyo material y espiritual, a fin de que la joven logia se estableciera sobre bases sólidas. Así, en el año de 1930 se fundaron nuevas logias mixtas en Santiago y en Valparaíso.
Con posterioridad, en diciembre de 1932 las Autoridades de la Gran Logia de Chile por razones estrictamente de carácter internacional, referidas a no contravenir disposiciones de la Gran Logia Unida de Inglaterra, dictan una resolución que prohibía a los masones pertenecientes a las logias masculinas tener relaciones con la Orden Masónica Mixta Internacional "Le Droit Humain" y/o con cualquier Oriente o Gran Logia que admita a la mujer.
Esta disposición condujo a un serio trastorno y a un sensible debilitamiento de las Columnas de la Respetable Logia Hiram N° 65, puesto que a los HH:. que fundaron la Respetable Logia "Igualdad N.º 632", se habían sumado masones de otros talleres de la Gran Logia de Chile, quienes resuelven renunciar a la Francmasonería masculina y continuar en la masonería mixta, convencidos de que era el único medio de liberar a la mujer, lo que estimaron de mayor urgencia y necesidad, en la participación activa de la mujer en el apasionante estudio del trabajo simbólico, al punto que los trabajos regulares de la Logia Hiram N.º 65 para 1933 se encontraban cada vez más desmejorados, como consecuencia del retiro de HH:. en razón de la prohibición decretada por la Gran Logia de Chile a sus adeptos de participar en los trabajos de la Masonería Mixta. Así, “Hiram Nº 65” contó apenas con un Cuadro de 19 Hermanos, y para junio de 1934 solo quedaban entre sus filas ocho miembros: 4 maestros y los aprendices Mario Bert Bedoya, Luis Durand, Rodolfo Kapadrut y Carlos de Vits Valderrama.
En el año 1932, ya contando la masonería mixta con 5 Logias en Santiago y 2 en Valparaíso, se solicita al Supremo Consejo de la Orden Masónica Mixta Internacional "Le Droit Humain", con sede en París, Francia la autorización para transformar desde "Jurisdicción Chilena" a "Federación Chilena de "Le Droit Humain", la que es otorgada con fecha 20 de diciembre de 1934, siendo el primer Gran Maestro Adjunto para Chile, el H:. Adolfo Adriazola Quezada, quien fuera gestor de esta idea. Bajo su mandato, la Federación creció considerablemente. En 1935 se habían creado las Logias de Perfección "Adonai" en Santiago y "Estrella del Pacífico" en Valparaíso, para dar inicio a la Masonería Capitular Mixta en Chile.
En las siguientes décadas la Federación prosiguió su desarrollo hasta el año 1954 donde un movimiento separatista configuró lo que es hoy la Gran Logia Mixta de Chile.
Ambas organizaciones: "Le droit humain" y la "Gran logia Mixta" continúan sus trabajos de paralelamente en Chile.

## Consolidación y Conflicto
El movimiento creció rápidamente, fundando nuevas logias en Santiago y Valparaíso. Sin embargo, en diciembre de 1932, la Gran Logia de Chile, por directrices de la Gran Logia Unida de Inglaterra, prohibió a sus miembros tener contacto con la masonería mixta. Esta decisión provocó un cisma: muchos masones de "Hiram N.º 65" y otras logias masculinas decidieron renunciar a su obediencia de origen para continuar su trabajo en la masonería mixta, convencidos de la urgencia de su causa.

## Desarrollo y nuevas obediencias
A pesar del conflicto con la masonería regular masculina, el movimiento mixto se consolidó. Con cinco logias en Santiago y dos en Valparaíso, el 20 de diciembre de 1934 se creó la Federación Chilena de "Le Droit Humain", obteniendo autonomía administrativa de la sede en París.

### Orden Masónica Mundial Mixta de Chile
En 1939, a raíz de conflictos internos en el Oriente de Valparaíso, un grupo de miembros se retiró de la Federación Chilena de "Le Droit Humain" para fundar la Orden Masónica Mundial Mixta de Chile.

### Gran Logia Mixta de Chile
Posteriormente, en 1952, un quiebre institucional dentro de la federación provocó el retiro de aproximadamente la mitad de sus miembros, quienes en 1954 constituyeron la Gran Logia Mixta de Chile.

### "Le Droit Humain" en la actualidad
Tras las separaciones, la Orden Masónica Mixta Internacional "Le Droit Humain" continuó sus trabajos en Chile. A lo largo de su historia ha enfrentado diversas vicisitudes, incluyendo la pérdida de su estatus de Federación. Actualmente, la Orden se encuentra activa en el país bajo la estructura de Federación Pionera Chilena, trabajando por su consolidación y crecimiento.

### Fundación del Gran Oriente Latinoamericano (GOLA)
La evolución de la masonería liberal en Chile y entre los masones chilenos en el exilio llevó a la creación de nuevas obediencias. El 21 de junio de 1984, en París, se fundó el Gran Oriente de Chile en el Exilio bajo los auspicios del Gran Oriente de Francia. Sus miembros fundadores eran hombres y mujeres de diversos países latinoamericanos, exiliados por las dictaduras de la época, junto a masones europeos. Esta nueva obediencia, conformada por masones de distintas logias y ritos, adoptaría su nombre definitivo de Gran Oriente Latinoamericano (GOLA) en su Gran Asamblea de 1990, celebrada en Concepción, Chile.